# Tau Centauri
Tau Centauri (τ Cen) – gwiazda w gwiazdozbiorze Centaura. Jest to biała gwiazda typu widmowego A o obserwowanej jasności +3,85 i oddalony jest o około 131,7 roku świetlnego od Słońca.